# Sfb Bildungszentrum

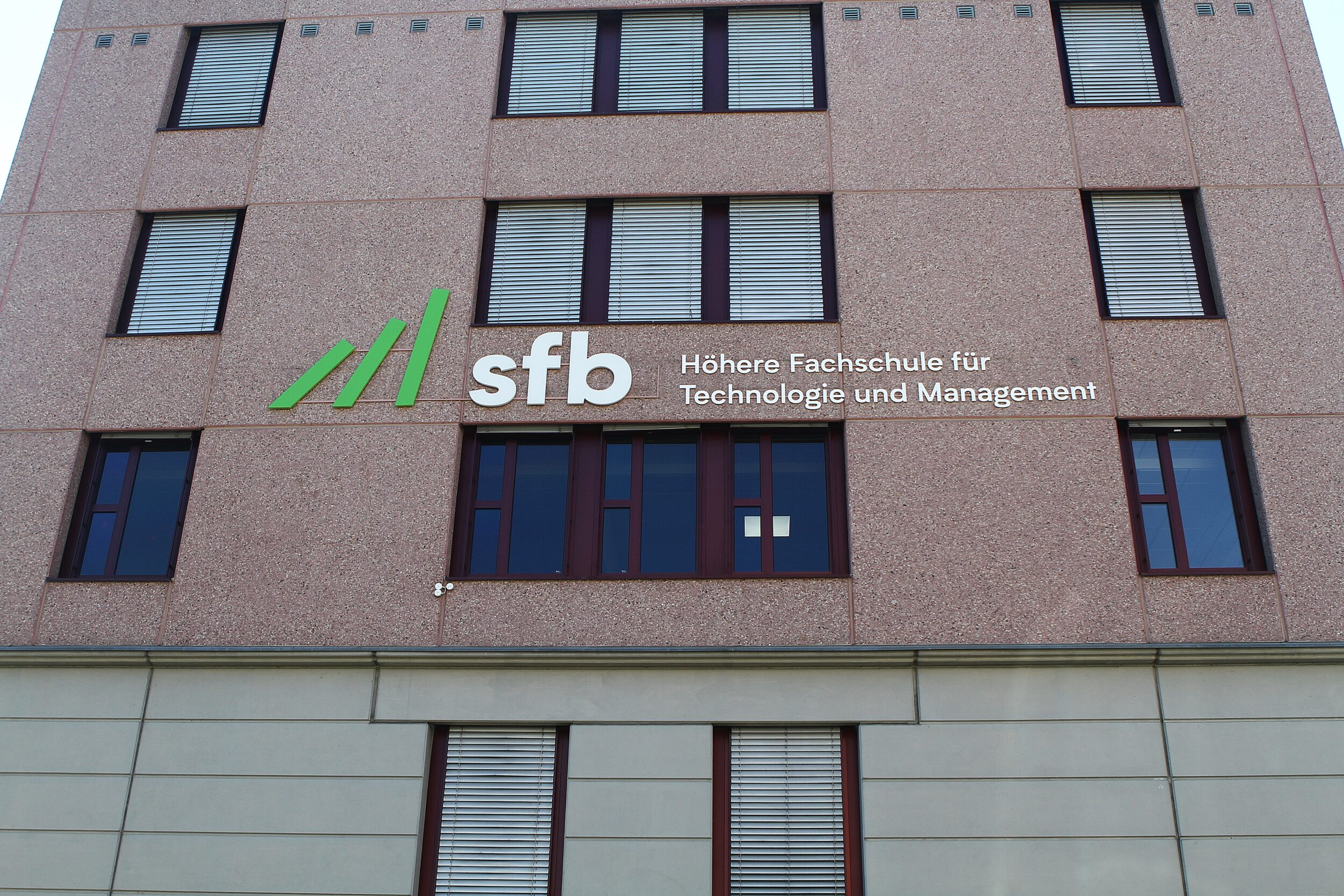
sfb Dietikon

Das sfb Bildungszentrum für Technologie und Management ist eine Höhere Fachschule in der Schweiz mit sieben Standorten in der Deutschschweiz sowie zwei Standorten in der Westschweiz und einem im Tessin.
Die sfb Höhere Fachschule für Technologie und Management ist mit 1200 Studierenden und zehn Standorten eine der grössten Höheren Fachschulen der Schweiz. Mit praxisnahen, ausschliesslich berufsbegleitenden Lehrgängen bildet die sfb Erwachsene und jüngere Berufsleute seit über 50 Jahren weiter. 
Die meisten Lehrgänge und Weiterbildungen der sfb finden im modernen Unterrichtsmodell Blended Learning statt. Darin ist ein Lehrgang für die Studierenden so gestaltet, dass die Vorteile der jeweiligen Unterrichtsmethoden zur Wissensvermittlung optimal genutzt werden können. Flexibles Online-Lernen werden mit praxisorientierten Präsenzveranstaltungen kombiniert – ideal für Berufstätige. Das Blended Learning Format vereint die Vorteile von Vor-Ort-Unterricht, Online-Unterricht und geführtem Selbstlernen, um eine optimale und flexible Weiterbildung zu ermöglichen. 
Die sfb bietet folgende Lehrgänge und Weiterbildungen an: 
- Diplomierter Prozesstechniker HF / Diplomierte Prozesstechnikerin HF
- Diplomierter Systemtechniker HF / Diplomierte Systemtechnikerin HF
- Diplomierter Gebäudeautomatiker HF / Diplomierte Gebäudeautomatikerin HF
- Diplomierter Maschinenbautechniker HF / Diplomierte Maschinenbautechnikerin HF
- Prozessfachmann mit eidgenössischem Fachausweis / Prozessfachfrau mit eidgenössischem Fachausweis
- Instandhaltungsfachmann mit eidgenössischem Fachausweis / Instandhaltungsfachfrau mit eidgenössischem Fachausweis
- Logistikfachmann mit eidgenössischem Fachausweis / Logistikfachfrau mit eidgenössischem Fachausweis
- Technischer Kaufmann mit eidgenössischem Fachausweis / Technische Kauffrau mit eidgenössischem Fachausweis

## Geschichte
Die Schule wurde am 16. Dezember 1970 vom Arbeitgeberverband der Schweizerischen Maschinenindustrie ASM zusammen mit den Arbeitnehmerorganisationen und dem SVBF gegründet. Hintergrund für die Ausbildung von Betriebsfachleuten ist eine Initiative der 1946 gegründeten Vereinigung der Kalkulatoren und Betriebsfachleute VKB. Die VKB ist ein Vorgänger des heutigen Schweizerischen Verbandes für Betriebsorganisation und Fertigungstechnik SVBF. Bei der Gründung hiess das sfb Bildungszentrum noch Schweizerische Fachschule für Betriebsfachleute SFB. 
1984 ist die SFB als Technikerschule eidgenössisch anerkannt worden und hiess fortan Schweizerische Fachschule für Betriebstechnik. 1996 erfolgte die Fusion mit der Arbeitsgemeinschaft für berufliche Weiterbildung ABW unter Beibehaltung des Namens SFB. Damit wurde das Portfolio der SFB um technische Ausbildungen erweitert.
Erst Anfang Mai 1998 wurde aus der Schweizerischen Fachschule für Betriebstechnik das heutige sfb Bildungszentrum für Technologie und Management. Im gleichen Jahr wurde der Lehrgang unter Beibehaltung der alten Anerkennung in Techniker TS Unternehmensprozesse umbenannt. Zwischen 2003 und 2006 erfolgte die Bildung eigener Zentren in Bern, Luzern und Lausanne. Die sfb entwickelt sich laufend weiter und wird bis Herbst 2025 alle ihre Lehrgänge im Blended Learning anbieten. Folgende Lehrgänge bietet die sfb an ihren acht Standorten an: Dipl. Maschinenbautechniker/-in HF, Dipl. Systemtechniker/-in HF, Instandhaltungsfachmann/-frau, Dipl. Gebäudeautomatiker/-in HF, Dipl. Prozesstechniker/-in HF, Prozessfachmann/-frau, Technische/-r Kauffrau/-mann, Logistikfachmann/-frau und diverse Vorbereitungskurse.
Seit Anfang 2019 ist Dorothea Tiefenauer Direktorin des sfb Bildungszentrums und somit für die sfb-Schulorte Dietikon, Winterthur, Rüti, Zollikofen, Olten, Langenthal und Emmenbrücke zuständig. Im Tessin Bellinzona heisst das sfb Bildungszentrum soa centro di formazione und wird von Roland Egli, Leiter Regionen und Lehrpersonen, Mitglied der Geschäftsleitung, geleitet.
In der Westschweiz wird die sfb unter dem Namen esg Ecole supérieure pour la technologie et le management vom Regionalleiter und Mitglied der Geschäftsleitung Andrew Shiels geführt. Die esg befindet sich in Yverdon-les-Bains und in Neuchâtel.

## Organisation
Das sfb Bildungszentrum ist als Stiftung organisiert. Gemäss Artikel 51 des Gesamtarbeitsvertrags (GAV) der Maschinen-, Elektro- und Metall-Industrie, führen die Vertragsparteien des GAV zusammen mit weiteren Trägern die Stiftung «sfb Bildungszentrum». Diese Stiftung bezweckt des weiteren die Aus- und Weiterbildung von Fachleuten im Bereich der angewandten Betriebswissenschaften und angrenzender Gebiete. Weiterer Zweck ist es, die technische berufliche Weiterbildung zu fördern und selbst durchzuführen. Die Veranstaltungen der Stiftung «sfb Bildungszentrum» sind gemäss dem GAV allen zugänglich, welche die fachlichen Voraussetzungen erfüllen.